# 2000年夏季残疾人奥林匹克运动会黎巴嫩代表团
2000年夏季残疾人奥林匹克运动会黎巴嫩代表团是黎巴嫩派出的2000年夏季残疾人奥林匹克运动会代表团。未获得奖牌。